# エスタディオ・ダ・マタ・レアル
エスタディオ・ダ・マタ・レアル（Estádio da Mata Real）は、ポルトガル・ポルト県パソス・デ・フェレイラにあるサッカー専用スタジアム。FCパソス・デ・フェレイラがホームスタジアムとして使用している。

## 概要
1973年に建設された。2012-13シーズン、FCパソス・デ・フェレイラがリーグ戦を3位で終え、翌シーズンのUEFAチャンピオンズリーグ・プレーオフへの出場が決定した。これに先駆けてスタジアムの改修が進められ、4つのスタンドのうち2つのスタンドが建て替えられた。

## ギャラリー

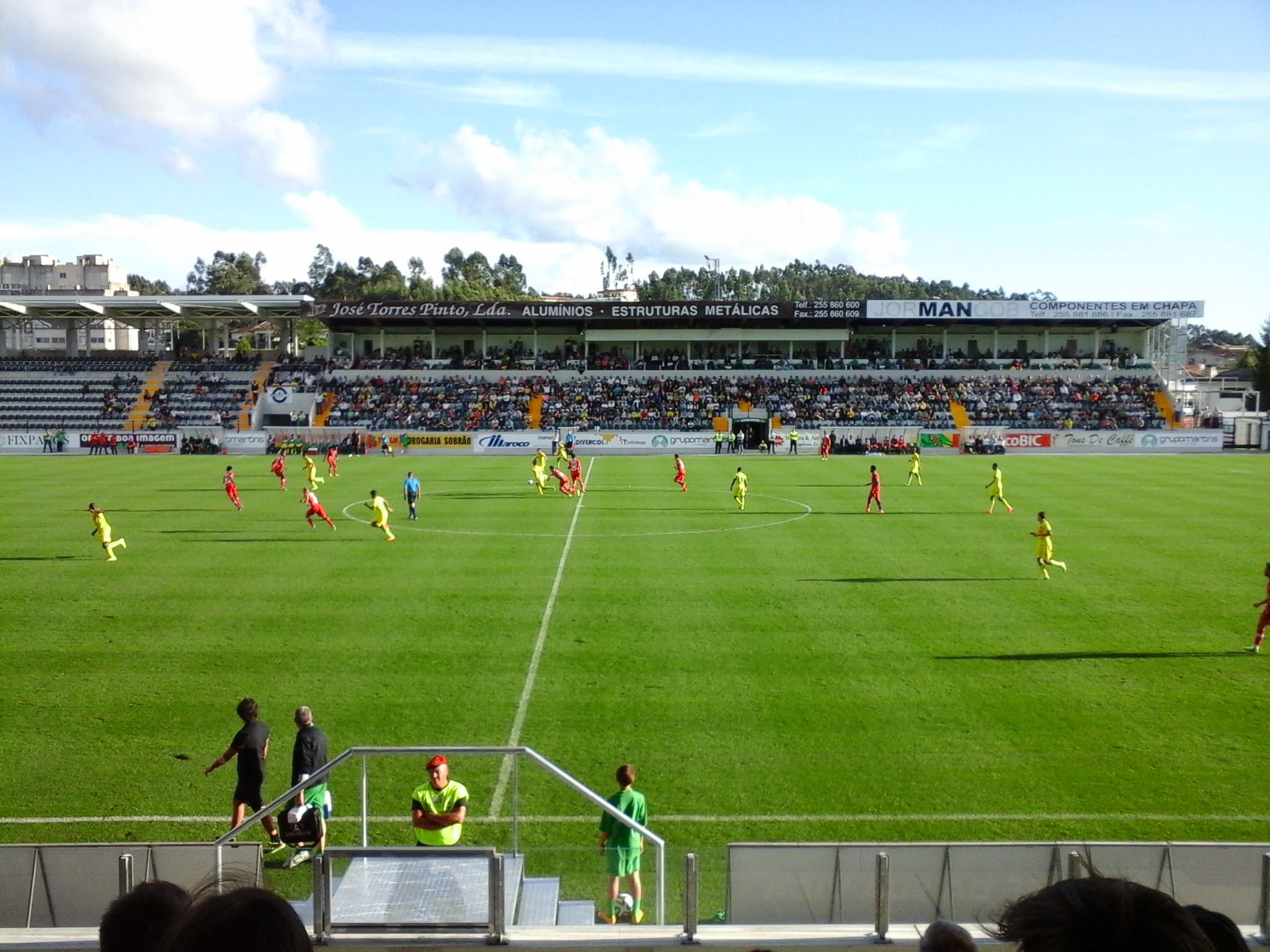
改修後のメインスタンド
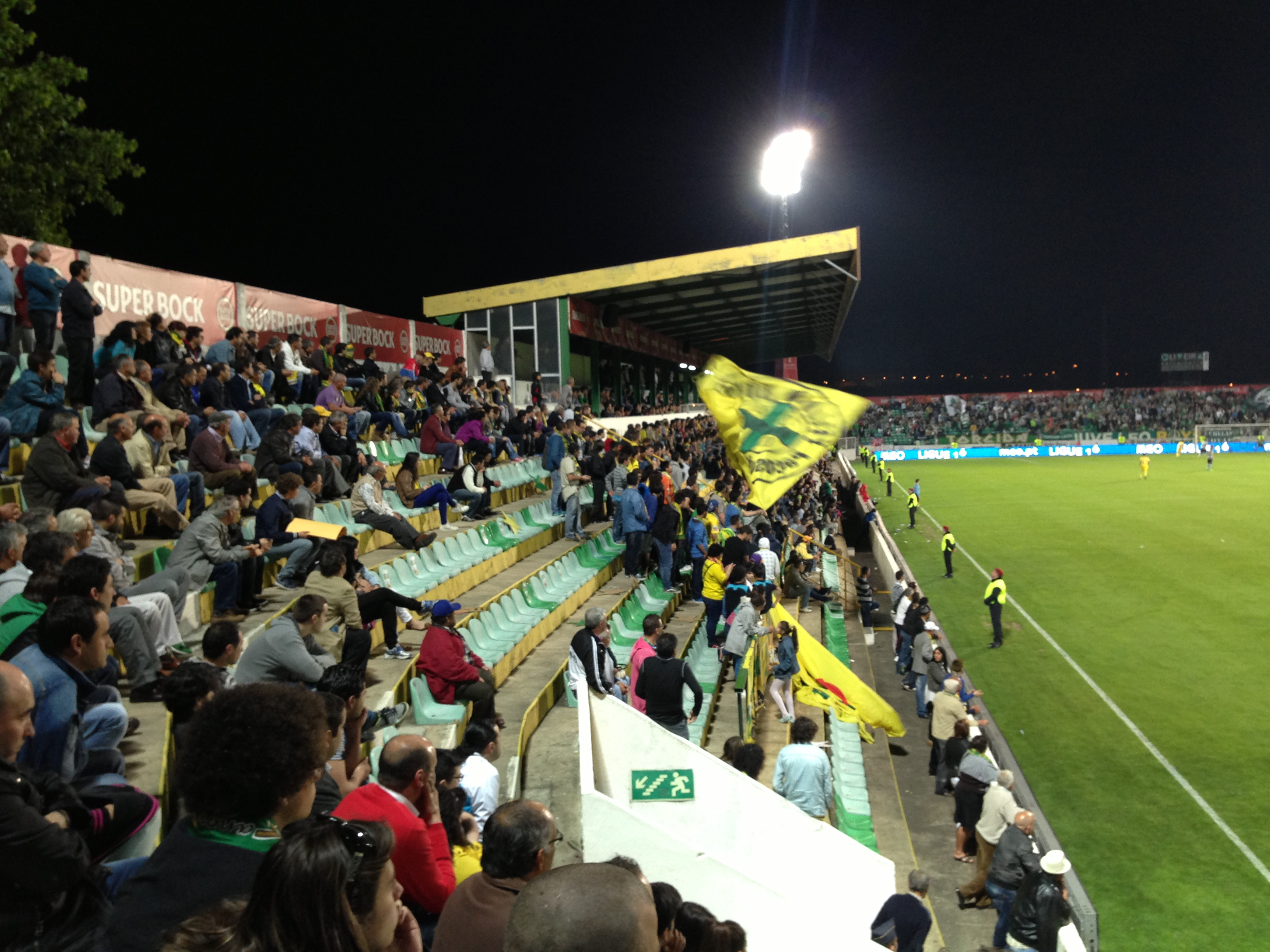
改修前のメインスタンド
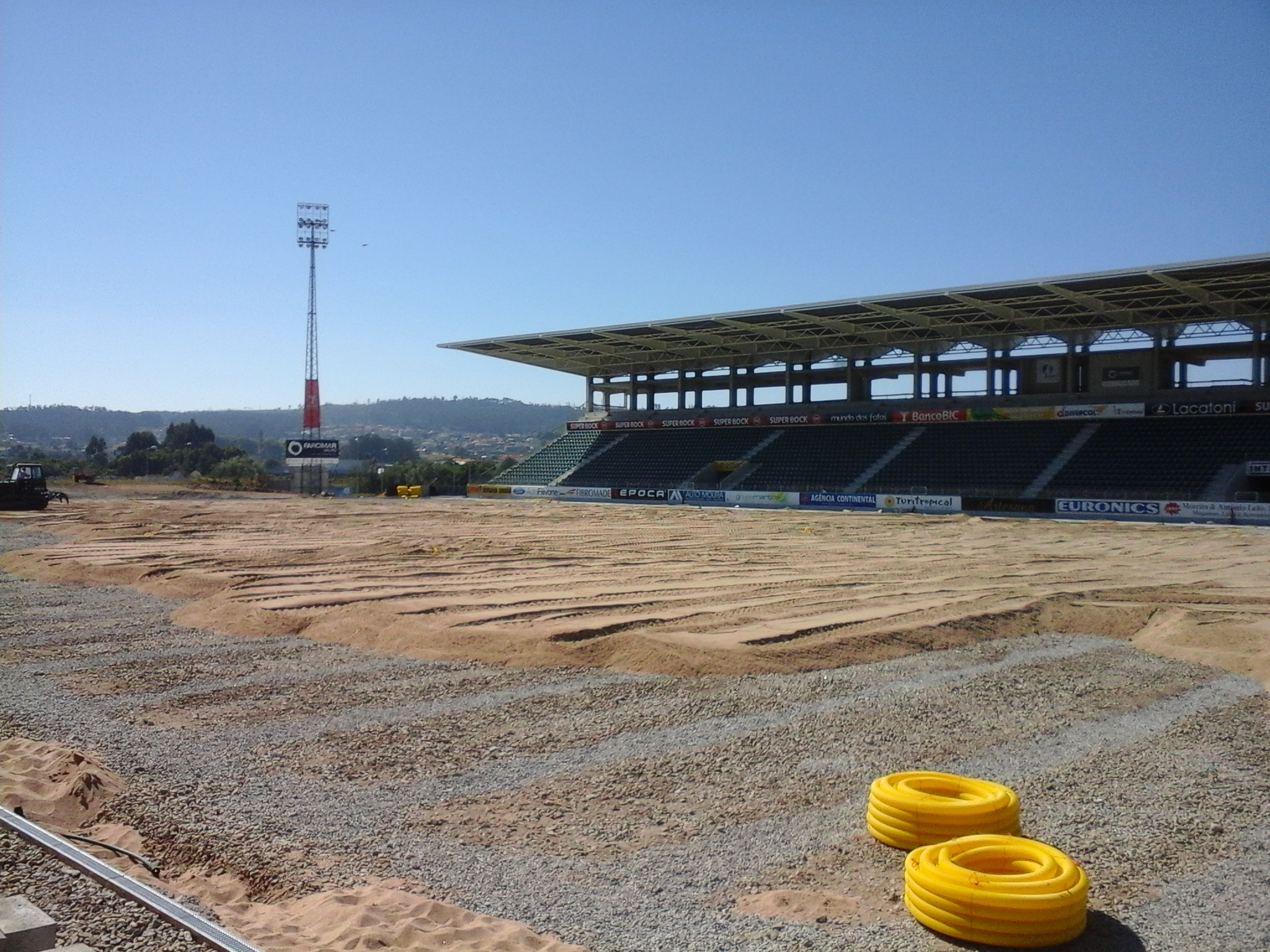
改修中のスタジアム